# Protestní píseň
Protestní píseň (z angličtiny též protestsong) je píseň komponovaná jako protest proti autoritě nebo problému ve společnosti.
Protestní píseň má primárně politickou a poučnou funkci a následně provokativní charakter. Jejím smyslem je agitovat, mobilizovat, solidarizovat nebo se zamyslet nad politickými nebo sociálními konflikty. Z toho vyplývá, že je kladen důraz zejména na text. Melodie bývá jednoduchá, aby se ji publikum mohlo snadno naučit a zpívat s sebou.
Protestsongy bývají nejčastěji folkového rázu, s jednoduchou instrumentací založenou většinou na kytaře (případně s foukací harmonikou). Zpravidla je prezentuje sám autor – písničkář.

## Příklady

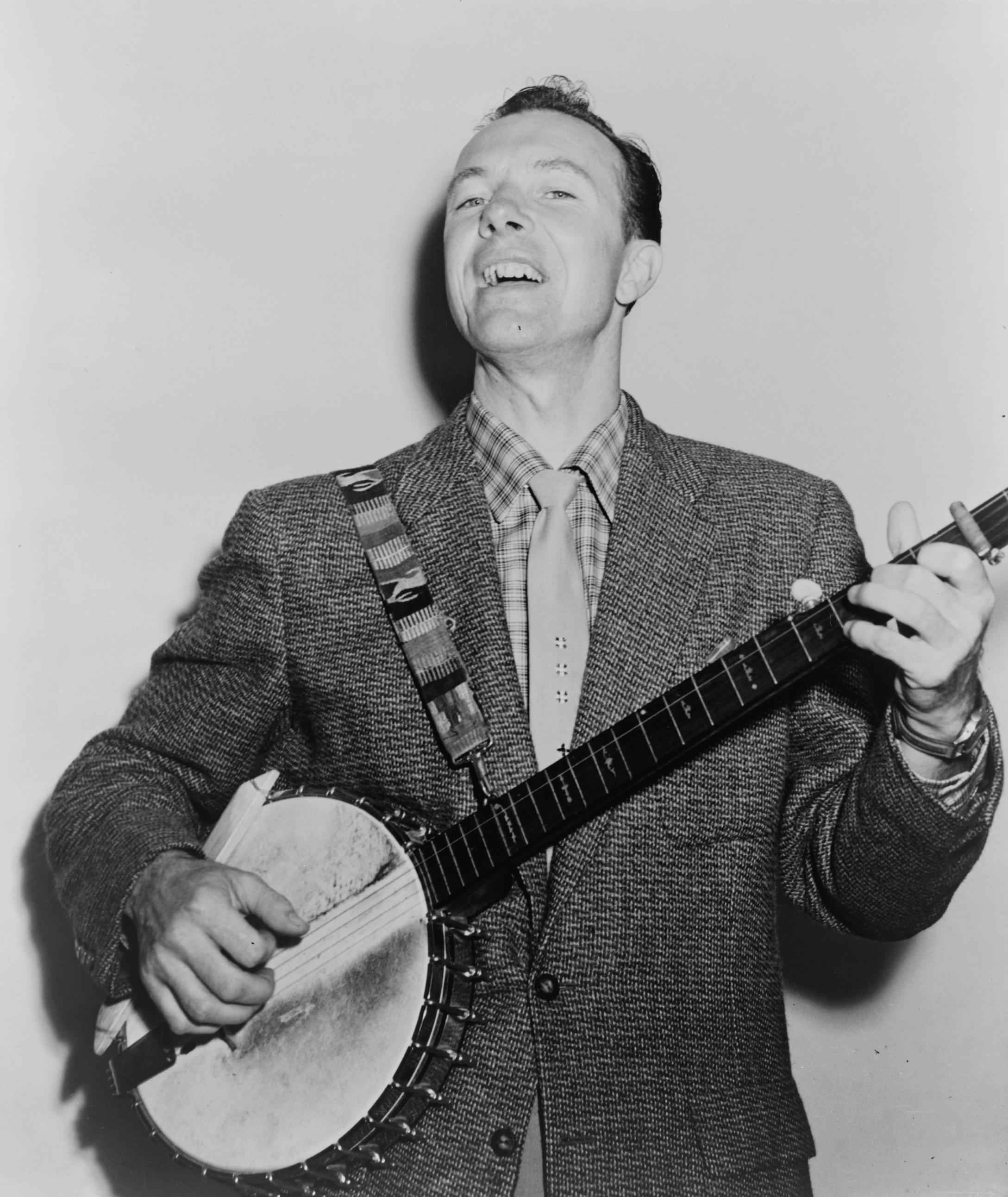
Pete Seeger

### Ve světě
Protestsong má velkou tradici v USA, kde těží z lidové tvorby („folk“ v původním významu slova). Pionýry žánru byli Woody Guthrie nebo Pete Seeger, do všeobecného povědomí jej v 60. letech dostal Bob Dylan. Jejich písně si všímaly společenských nerovností, porušování lidských práv nebo chudoby. Výrazným impulzem protestní tvorbě se staly myšlenky beatniků a hippies, Léto lásky a odpor vůči válce ve Vietnamu, všeobecně tzv. kontrakultura 60. let. Objevily se také první protestní písničkářky, například Joan Baez nebo Joni Mitchell. Několik protestsongů napsal a nazpíval i John Lennon z Beatles. Docházelo tehdy k paradoxu, kdy západní protestní písničkáři běžně horovali za levicové ideály a obdivovali socialismus, zatímco jejich kolegové z reálně socialistických zemí proti těmto režimům naopak protestovali a volali po liberalismu. Společná jim nicméně byla touha po svobodě, míru a spravedlnosti.
Později se jako protestní žánr etabloval také punk.

### Česko
V českém prostředí se protestní písně rozšířily zejména jako reakce na okupaci roku 1968 a následnou normalizaci. Mezi významné představitele žánru se zařadil Karel Kryl, Jaroslav Hutka nebo Vladimír Merta. Ve 21. století tradici českého protestsongu oživuje například Tomáš Klus.